# Новоукраїнська вулиця (Київ)
Новоукра́їнська ву́лиця — вулиця в Шевченківському районі міста Києва, місцевість Волейків. Пролягає від вулиці Жамбила Жабаєва до кінця забудови (лісопарк).
До Новоукраїнської вулиці прилучаються вулиці Українська та Степана Руданського.

## Історія
Новоукраїнська вулиця виникла у середині XX століття як Нова вулиця. Сучасна назва — з 1948 року.

## Важливі установи
- Київський індустріальний коледж (буд. № 24-а)